# خوسيه ألفريدو سافيدرا
خوسيه ألفريدو سافيدرا (بالإسبانية: José Alfredo Saavedra)‏ هو شخصية أعمال ومحامي وسياسي هندوراسي، ولد في 4 ديسمبر 1964 في إدارة فالي في هندوراس. نشط حزبياً في الحزب الليبرالي الهندوراسي. وقد انتخب President of the National Congress of Honduras ‏ (28 يونيو 2009 – 25 يناير 2010).